# پدرو هنریکه مارتینز
پدرو هنریکه مارتینز (به پرتغالی: Pedro Henrique Martins Cassia) مهاجم اهل برزیل است که در شهر Orindiúva و در تاریخ ۱ نوامبر ۱۹۸۵ به دنیا آمده‌است.
پدرو هنریکه مارتینز در تیم‌های فوتبال Paulista سابقهٔ حضور دارد.